# Ethel Cain (Sängerin)

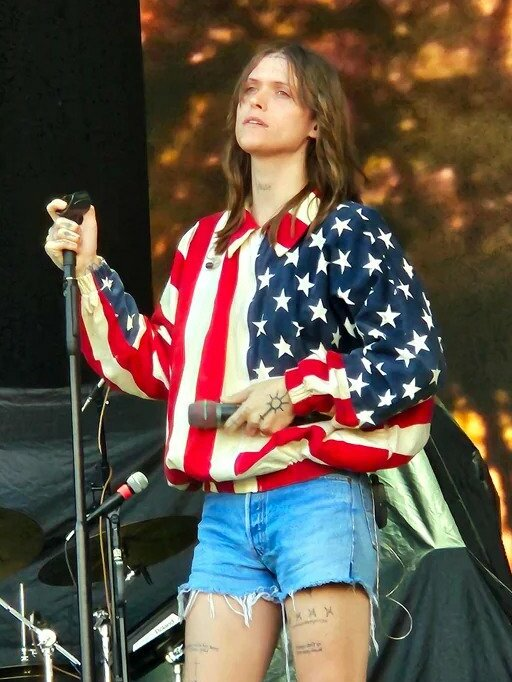
Ethel Cain, 2023

Ethel Cain (* 24. März 1998 in Tallahassee, Florida; bürgerlich Hayden Silas Anhedönia) ist eine US-amerikanische Singer-Songwriterin und Musikproduzentin. Ihre Musik wird den Genres Ambient, Indie Rock und zeitgenössischer Folk zugeordnet, während sich ihre Texte auf nostalgische und Themen des Southern Gothic konzentrieren.
Mitte 2017 begann Anhedönia mit ätherischer, von gregorianischen Gesängen inspirierter Musik zu experimentieren. Nachdem sie verschiedene Mixtapes und EPs auf Streaming-Plattformen unter dem Namen White Silas sowie auf Webseiten wie SoundCloud und Tumblr veröffentlicht hatte, wandte sie sich einem mehr alternativen Sound zu und begann ab Mitte 2019 den Künstlernamen Ethel Cain zu verwenden.

## Leben und Karriere

### Frühe Jahre
Anhedönia, bei der Geburt als männlich eingestuft, wuchs als ältestes von vier Kindern in einer Southern-Baptist-Familie in Taylor County im US-Bundesstaat Florida auf. Ihr Vater war Diakon, und sie war von klein auf im Kirchenchor aktiv. Mit acht Jahren begann sie, klassisches Klavier zu lernen. Ihre Eltern hörten hauptsächlich christliche Musik und Künstler wie Karen Carpenter, Steve Miller Band und Lynyrd Skynyrd.
Im Alter von 12 Jahren outete sich Anhedönia gegenüber ihrer Familie als homosexuell und bekannte sich wenige Jahre später zu einer nichtbinären Geschlechtsidentität. Mit 16 Jahren verließ sie die Kirche, und an ihrem 20. Geburtstag hatte sie ihr Coming-out als trans Frau. Anhedönia ist zudem autistisch und bisexuell.
Nachdem sie einige Zeit in einer verlassenen Kirche in einer Kleinstadt in Indiana wohnte, lebte sie in Daleville im Südosten Alabamas und aktuell in Pittsburgh, Pennsylvania.

### Musikalische Anfänge
Während sie 2017 darüber nachdachte, sich an der Filmschule der Florida State University einzuschreiben, begann Anhedönia mit der Software GarageBand zu experimentieren, um hallende, von Chören inspirierte Musik zu kreieren. Zunächst veröffentlichte sie ihre Werke unter den Pseudonymen White Silas und Atlas einem kleinen Kreis von Freunden und Followern auf Twitter und Instagram.
Als White Silas veröffentlichte sie 2018 die EP Sad Music for Sad People.

### Erste Veröffentlichungen als Ethel Cain
Mitte 2019 nahm Anhedönia den Künstlernamen Ethel Cain an und wandte sich einem alternativen Sound zu. Nach der Veröffentlichung ihrer ersten Single Bruises lernte sie die kanadische Sängerin Nicole Dollanganger über soziale Medien kennen und trat im Vorprogramm ihrer Heart Shaped Bed-Tour in Chicago auf.
Im September 2019 veröffentlichte sie eine kleine Sammlung von vier Songs als EP mit dem Titel Carpet Bed, gefolgt von Golden Age im Dezember desselben Jahres. Auf dieser EP wurde sie von Sänger Wicca Phase Springs Eternal unterstützt, der Cain für ihr „reifes Songwriting und ihr Verständnis für Melodien“ lobte.

### 2020 und 2021: Inbred
Im Januar 2020 lernte Cain auf Empfehlung von Wicca Phase Springs Eternal den Rapper Lil Aaron kennen. Während einer Show mit Girlfiend, Edith Underground und Lil Bo Weep in Los Angeles wurde Cain von Aaron zu einem Treffen mit Dr. Luke vom Verlag Prescription Songs eingeladen und unterschrieb sofort einen Vertrag.
Nach Ausbruch der COVID-19-Pandemie musste Cain zu Hause in Quarantäne bleiben. Im August 2020 zog sie von Florida in eine Kirche außerhalb von Richmond, Indiana, wo sie ihre erste EP als nicht mehr unabhängige Sängerin mit dem Titel Inbred aufnahm. Die EP, die komplett von Cain geschrieben, produziert und abgemischt wurde, war eine Abkehr vom schweren Dream-Pop-Sound von Golden Age und ein Schritt hin zu einem sauberen, mehr vom Alt-Rock inspirierten Sound.
Im Februar 2021 veröffentlichte Cain ihre erste Single unter dem neuen Plattenvertrag mit dem Titel Michelle Pfeiffer mit Lil Aaron. Der Song wurde beim Paper Mag erstmals präsentiert und auf Pitchfork, Billboard, Nylon sowie The Fader besprochen. Sie kündigte eine dritte EP mit dem Titel Inbred an, die eine Zusammenarbeit mit Wicca Phase Springs Eternal enthält. Eine zweite Single, Crush, folgte am 18. März, und eine dritte, Unpunishable, wurde am 15. April 2021 auf Apple Music Radio 1 mit Zane Lowe uraufgeführt.
Kritiker beschreiben den Sound auf Inbred unter anderem als „albtraumhaft, abgründig, versaut und endgültig“ und bezeichnen Cain als den düsteren Gegenentwurf zu Lana Del Reys Dream Pop. In ihren Texten greift sie nicht nur den Schmerz auf, den sie durch die anhaltende Ablehnung ihrer Mitmenschen erfahren hat, sondern thematisiert auch den Missbrauch in ihrer Kindheit.

### 2022: Preacher’s Daughter
Am 17. März 2022 brachte Cain die Single Gibson Girl  heraus und kündigte gleichzeitig ihr Debütalbum Preacher’s Daughter an. Vor der endgültigen Veröffentlichung, am 12. Mai 2022, erschienen vorab die Singles Strangers und American Teenager.
Das Album wurde über ihr eigenes Label Daughters of Cain veröffentlicht und enthält 13 Songs. Cain hat es selbst produziert, wobei sie mit Matthew Tomasi als Co-Produzenten zusammen gearbeitet hat.
Preacher’s Daughter wurde in Reviews als Genremix im Bereich Alternative-Pop eingestuft, der von der außergewöhnlichen Stimme der Künstlerin und einer großen Dosis Düsternis getragen wird. Auf Discogs werden bei der Einordnung folgende Genres genannt: Rock, Independent Rock, Dream Pop, Shoegaze, Ethereal (Dark Wave) und Alternative Rock.
Auch die Kritiker von Wochenzeitschriften lobten das Debütalbum als überwältigend und zeitlos.
Mit der Vinyl-Veröffentlichung 2025 stieg Preacher’s Daughter auf Platz 10 der US-Billboard-200-Charts ein – als erstes Album einer Trans-Frau in den Top Ten.
Im August 2025 folgte das zweite Studioalbum Willoughby Tucker, I’ll Always Love You, das als lyrisches Prequel zu Preacher’s Daughter konzipiert ist.

## Musikalischer Stil und Themen
Cains Musik wird mit den Genres Ambient, Ethereal, Alternative Rock, Independent und Dream Pop in Verbindung gebracht. Ihre Texte behandeln oft düstere Themen wie Armut, Drogenmissbrauch, häusliche Gewalt, sexuellen Missbrauch, selbstverletzendes Verhalten, Tod und generationsübergreifende Traumata.
Zu ihren musikalischen Vorbildern zählt sie unter anderem Florence Welch, Sängerin der britischen Band Florence + the Machine. Mit Lana Del Rey wurde sie mehrfach verglichen. Cain bezeichnet deren Musik selbst aber nicht als direkte Inspiration für ihr eigene Musik.
Ihre EP Perverts (2025) zeigt eine Hinwendung zu experimenteller Drone-Musik.

## Diskografie

### Studioalben
- Preacher’s Daughter (2022)
- Willoughby Tucker, I’ll Always Love You (2025)

### EPs
- Carpet Bed (2019)
- Golden Age (2019)
- Inbred (2021)
- Perverts (2025)

### Singles
- Michelle Pfeiffer (2021)
- Crush (2021)
- Unpunishable (2021)
- Everytime (2022)[20]
- Gibson Girl (2022)
- Strangers (2022)
- American Teenager (2022)
- Famous Last Words (An Ode to Eaters) (with 1017 ALYX 9SM) (2023)
- من النهر (From the River) (2024)
- For Sure (2024)[21]
- Punish (2024)
- Nettles (2025)
- Fuck Me Eyes (2025)